# Concursul Muzical Eurovision Junior 2023
Concursul muzical Eurovision Junior 2023 a fost cea de-a 21-a ediție a concursului anual, organizat de către Uniunea Europeană de Radio și Televiziune. Acesta a avut loc pe 26 noiembrie 2023 în Nisa, Franța, ca urmare a câștigării ediției anterioare de către Lissandro cu piesa „Oh, Maman!”. Franța a câștigat pentru a treia oară, egalând recordul stabilit anterior de Georgia după a treia victorie din 2016, fiind reprezentată de Zoé Clauzure cu piesa „Cœur”.

## Loc de desfășurare
Franța și-a preluat funcțiile de găzduire la scurt timp după victoria în competiția precedentă – șeful delegației francez Alexandra Redde-Amiel a confirmat acest lucru într-o conferință de presă imediat după finală. La 3 aprilie 2023 s-a confirmat că competiția va avea loc la Palatul Nikaia în Nisa.

## Pregătiri pentru concurs

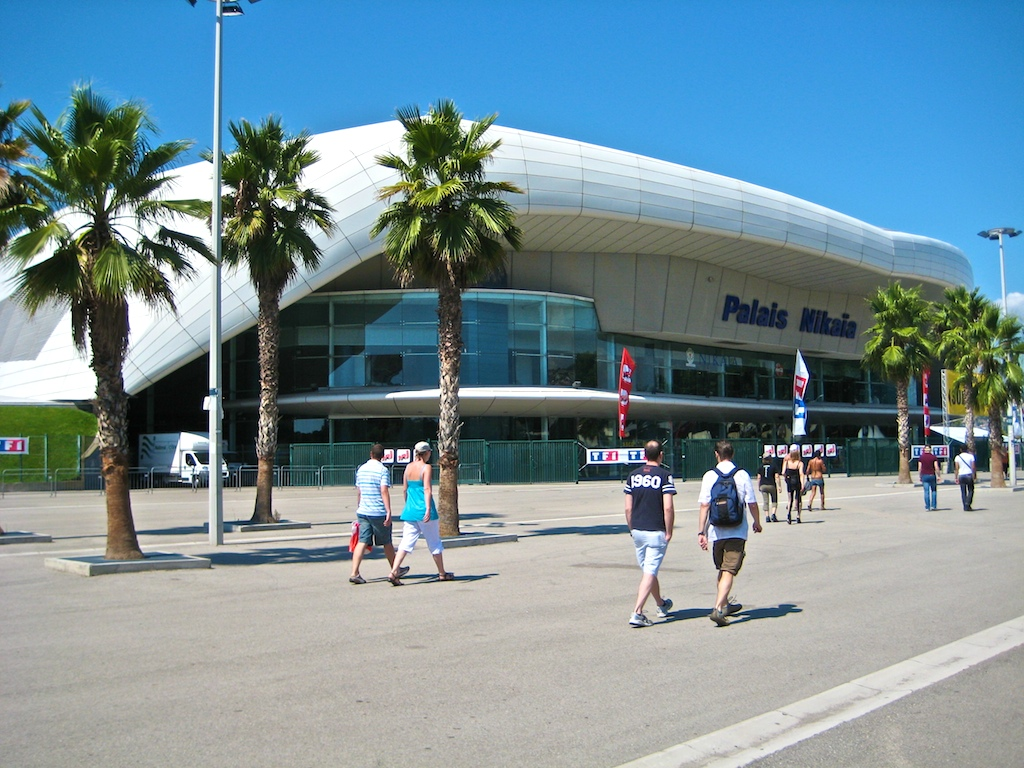
Palais Nikaia in Nice, France

La 10 mai 2023, în cadrul unei conferințe de presă organizate de France 2 și Uniunea Europeană de Radio și Televiziune, sloganul competiției s-a dezvăluit a fi Heroes (Eroi). Pe 29 august, televiziunea franceză a prezentat designul grafic oficial al competiției, care prezintă cuvintele sloganului competiției acoperite cu pete colorate de vopsea, cretă, pulbere și păstrate, care potrivit organizatorii „aduc modernitate și vorbește tuturor generațiilor”. Scenografia a fost dezvăluită pe 27 septembrie, în aceeași zi cu gazdele: Olivier Minne, care a găzduit concursul din 2021, și Laury Thilleman. Li s-a alăturat pe scenă Ophenya, o personalitate franceză din rețelele sociale.

## Lista țărilor participante
Pe 29 august 2023, UERT a confirmat că 16 țări vor participa în ediția din acest an.
| Nr. | Țară              | Artist                                              | Cântec                                        | Traducere                      | Limbă                                   | Loc | Puncte |
| --- | ----------------- | --------------------------------------------------- | --------------------------------------------- | ------------------------------ | --------------------------------------- | --- | ------ |
| 01  | Spania            | Sandra Valero                                       | „Loviu”                                       | „Te iubesc”                    | spaniolă, italiană, portugheză, engleză | 2   | 201    |
| 02  | Malta             | Yulan                                               | „Stronger”                                    | „Mai puternic”                 | engleză                                 | 10  | 94     |
| 03  | Ucraina           | Anastasia Dâmâd                                     | „Kvitka” (Квiтка)                             | „Floare”                       | ucraineană                              | 5   | 128    |
| 04  | Irlanda           | Jessica McKean                                      | „Aisling”                                     | „Vis”                          | irlandeză                               | 16  | 42     |
| 05  | Regatul Unit      | Stand Uniqu3                                        | „Back to Life”                                | „Înapoi la viață”              | engleză                                 | 4   | 160    |
| 06  | Macedonia de Nord | Tamara Gruiesca                                     | „Kazi Mi, Kazi Mi Koj” (Кажи ми, кажи ми кој) | „Spune-mi, spune-mi cine”      | macedoneană, engleză                    | 12  | 76     |
| 07  | Estonia           | Arhanna                                             | „Hoiame Kokku”                                | „Rămâneți împreună”            | estonă, engleză                         | 15  | 49     |
| 08  | Armenia           | Yan Girls                                           | „Do It My Way”                                | „Fă-o în felul meu”            | armeană, engleză                        | 3   | 180    |
| 09  | Polonia           | Maja Krzyżewska                                     | „I Just Need a Friend”                        | „Am nevoie doar de un prieten” | poloneză, engleză                       | 6   | 124    |
| 10  | Georgia           | Anastasia Vasațe, Nicoloz Harati și Oto Baserașvili | „Over the Sky”                                | „Peste cer”                    | georgiană, engleză                      | 14  | 74     |
| 11  | Portugalia        | Júlia Machado                                       | „Where I Belong”                              | „Unde apartin”                 | portugheză, engleză                     | 13  | 75     |
| 12  | Franța            | Zoé Clauzure                                        | „Cœur”                                        | „Inima”                        | franceză                                | 1   | 228    |
| 13  | Albania           | Viola Gjyzeli                                       | „Bota Ime”                                    | „Lumea mea”                    | albaneză                                | 8   | 115    |
| 14  | Italia            | Melissa Agliottone & Ranya Moufidi                  | „Un mondo giusto”                             | „O lume corectă”               | italiană, engleză                       | 11  | 81     |
| 15  | Germania          | Fia                                                 | „Ohne Worte”                                  | „Fara cuvinte”                 | germană, semnelor                       | 9   | 107    |
| 16  | Țările de Jos     | Sep & Jasmijn                                       | „Holding On to You”                           | „Agăț de tine”                 | olandeză, engleză                       | 7   | 122    |